# Fornjot (księżyc)
Fornjot (Saturn XLII) – drugi pod względem największej odległości ze znanych księżyców Saturna (stan w październiku 2019), odkryty w połowie grudnia 2004 roku przez Davida Jewitta, Scotta Shepparda i Jana Kleynę za pomocą teleskopu naziemnego. Elementy orbity wyliczył Brian Marsden.
Jest jednym z kilkunastu satelitów Saturna odkrytych w 2004 roku, po 23 latach od przelotu sondy Voyager 2 przez system tej planety.
Fornjot należy do grupy nordyckiej księżyców Saturna, poruszających się ruchem wstecznym. Krąży w odległości ponad 1/6 jednostki astronomicznej, słabe światło odbite od księżyca potrzebuje ponad 1 min. 20 s, żeby dotrzeć do Saturna. Fornjot okrąża planetę raz na cztery ziemskie lata.
Nazwa księżyca pochodzi z mitologii nordyckiej, Fornjót to imię skandynawskiego olbrzyma.